# Dospat
Dospat (bulharsky Доспат) je město, ležící v jižním Bulharsku v Západních Rodopech. Je správním střediskem stejnojmenné obštiny a má přibližně 2 100 obyvatel.

## Historie
První písemný záznam o sídle je datován z roku 1651, kde je zaneseno jako Dospodlu, což nejspíše pochází od despoty Alexije Slava, jenž ovládal tuto oblast ve 13. století. V pozdějších osmanských dokumentech se uvádí jako Dospod. Podle popisu z roku 1850 zde žilo 130 Pomaků ve 40 domech. V roce 1878, po rusko-turecké válce, se Dospat stal součástí Východní Rumelie. Jako pomstu za podporu Pomaků Turkům ho v roce 1895 vypálili bulharští hajduci. Během druhé balkánské války v roce 1913 oblast obsadili Turci, v důsledku čehož zdejší muslimové ustanovili nezávislou vládu Západní Thrákie, která zanikla ještě téhož roku a jejíž území bylo připojeno k Bulharsku. Ves obdržela statut města v roce 1943.

## Obyvatelstvo
K 15. září 2024 ve městě žilo 2 037 obyvatel a bylo zde trvale hlášeno 2 259 obyvatel. Podle sčítání 1. února 2011 bylo národnostní složení následující:
- Bulhaři: 1 092 (91.6 %)
- Romové: 17 (1.4 %)
- Turci: 14 (1.2 %)
- ostatní[p 2]: 69 (5.8 %)